# Danh sách Phó Tổng thống Hoa Kỳ

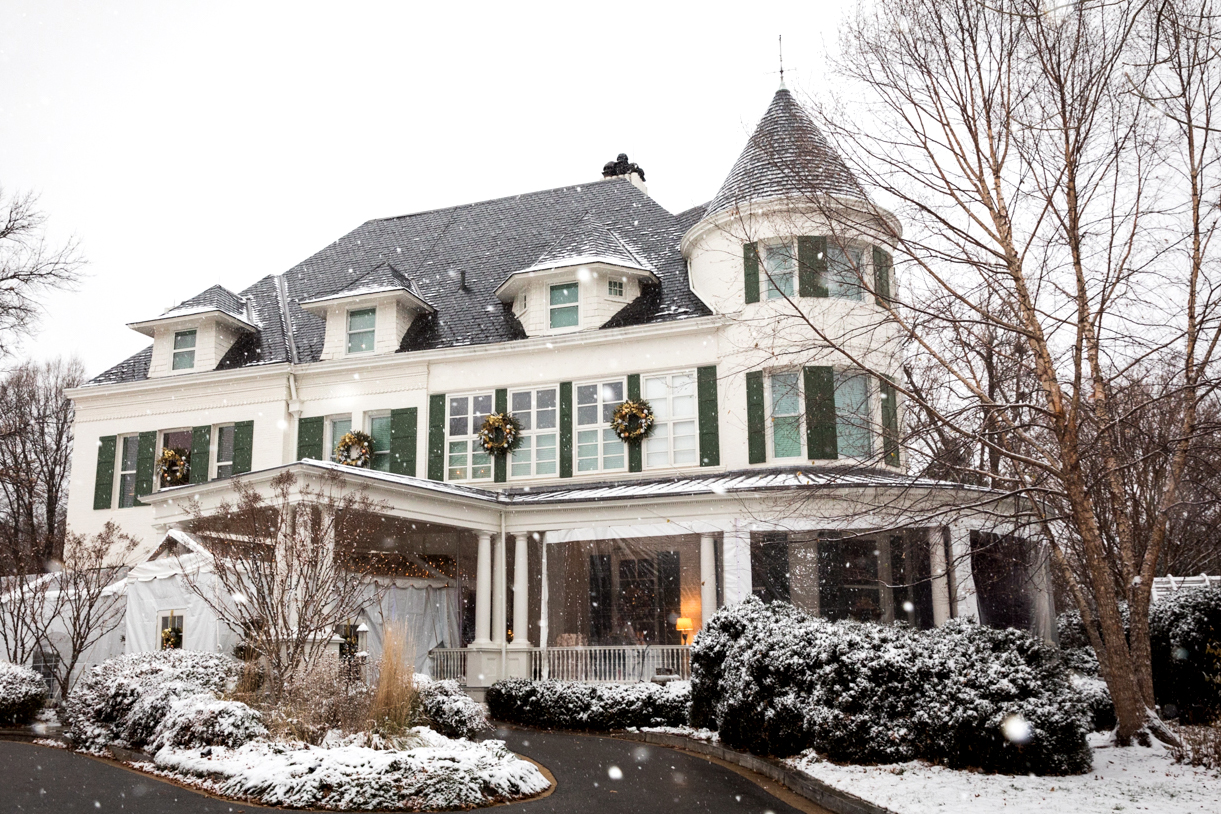
Đài quan sát số Một, nơi ở và làm việc của Phó Tổng thống (kể từ thời Phó Tổng thống Gerald Ford).

Đã có 49 Phó Tổng thống Hoa Kỳ kể từ chức vụ đi vào hoạt động năm 1789. Ban đầu, Phó Tổng thống là người nhận phiếu thứ hai cho Tổng thống của Hoa Kỳ trong cuộc bầu cử. Tuy nhiên, trong cuộc bầu cử năm 1800, trong cuộc bầu cử giữa Thomas Jefferson và Aaron Burr dẫn đến sự lựa chọn Tổng thống của Dân biểu Hoa Kỳ để ngăn chặn sự việc xảy ra lần nữa, các sửa đổi, đã được thêm vào Hiến pháp, tạo ra các hệ thống hiện tại nơi cử tri có thể bỏ phiếu cho Phó Tổng thống.

Con dấu Phó Tổng thống

Hiến pháp Hoa Kỳ chỉ ra nhiệm vụ cho Phó Tổng thống. Phó Tổng thống có nhiệm vụ chính là để kế vị Tổng thống nếu Tổng thống mất, từ chức, hoặc là bị bác bỏ và bãi nhiệm. Chín Phó Tổng thống lên kế nhiệm Tổng thống như sau: tám (John Tyler, Millard Fillmore, Andrew Johnson, Chester A. Arthur, Theodore Roosevelt, Calvin Coolidge, Harry S. Truman và Lyndon B. Johnson) sau khi Tổng thống mất và một (Gerald Ford) sau khi Tổng thống từ chức. Ngoài ra, Phó Tổng thống còn phục vụ như là Chủ tịch Thượng viện và có thể biểu quyết trên quyết định được thực hiện bởi các Thượng nghị sĩ. Phó Tổng thống sau này đã thực hiện sức mạnh đến mức độ khác nhau trong những năm qua.
Trước Tu Chính án thứ 25, chức vụ Phó Tổng thống không thể được bổ nhiệm cho đến khi tới cuộc bầu cử. Như vậy, vị trí đã được phổ biến, mười sáu trường hợp xảy ra trước khi Tu Chính án thứ 25 được phê chuẩn–như là một kết quả của bảy người mất khi giữ chức, một từ chức (John C. Calhoun đã từ chức để trở thành Thượng Nghị sĩ). Kể từ khi Tu Chính án thứ 25 là đoạn hai phó tổng thống đã được bổ nhiệm qua quá trình này, Gerald Ford, vào năm 1973 bởi Richard Nixon và Nelson Rockefeller vào năm 1974 bởi Gerald Ford.
Tu Chính án thứ 25 cũng được thành lập một thủ tục theo đó một Phó Tổng thống có thể, nếu Tổng thống không thể để tạm quyền và bổn phận của chức vụ, tạm thời cho các quyền và bổn phận của chức vụ như là Quyền Tổng thống. George H. W. Bush đã làm như vậy một lần, vào ngày 13 tháng 7 năm 1985. Dick Cheney đã làm như vậy hai lần, vào ngày 29 tháng 6 năm 2002, và vào ngày 21 tháng 7 năm 2007. Kamala Harris đã làm như vậy một lần, vào ngày 19 tháng 11 năm 2021.
Phó Tổng thống chủ yếu đến từ 5 bang: New York (11), Indiana (6), Massachusetts (4), Kentucky (3), và Texas (3). Người trẻ tuổi nhất trở thành Phó Tổng thống là John C. Breckinridge ở tuổi 36, trong khi người lớn tuổi nhất là Alben W. Barkley ở tuổi 71. Hai Phó Tổng thống - George Clinton và John C. Calhoun - phục vụ dưới nhiều hơn một Tổng thống.

## Danh sách Phó Tổng thống
Đảng
      Đảng Liên bang (1)
      Đảng Dân chủ Cộng hòa (6)
      Đảng Dân chủ (18)
      Đảng Whig (2)
      Đảng Cộng hòa (21)
      Đảng Liên hiệp Quốc gia (1)
| Thứ tự                                                                                                 | Chân dung                                                                                           | Phó Tổng thống(Năm sinh – Năm mất)                                                                  | Nhiệm kỳ                                                                                            | Đảng                                                                                                | Đảng                                                                                                | Bầu cử         | Tổng thống | Tổng thống            |
| --- | --------------------------------------------------------------------------------------------------- | --------------------------------------------------------------------------------------------------- | --------------------------------------------------------------------------------------------------- | --------------------------------------------------------------------------------------------------- | --------------------------------------------------------------------------------------------------- | -------------- | ---------- | --------------------- |
| 1 | | John Adams (1735–1826)                                                                              | 21 tháng 4 năm 1789 – 4 tháng 3 năm 1797                                                            | | Liên bang                                                                                           | 1788–1789      |            | George Washington     |
| 1 | 1792                                                                                                | John Adams (1735–1826)                                                                              | 21 tháng 4 năm 1789 – 4 tháng 3 năm 1797                                                            | | Liên bang                                                                                           |                |            | George Washington     |
| 2 | | Thomas Jefferson (1743–1826)                                                                        | 4 tháng 3 năm 1797 – 4 tháng 3 năm 1801                                                             | | Dân chủ Cộng hòa                                                                                    | 1796           |            | John Adams            |
| 3 | | Aaron Burr (1756–1836)                                                                              | 4 tháng 3 năm 1801 – 4 tháng 3 năm 1805                                                             | | Dân chủ Cộng hòa                                                                                    | 1800           |            | Thomas Jefferson      |
| 4 | | George Clinton (1739–1812)                                                                          | 4 tháng 3 năm 1805 – 20 tháng 4 năm 1812                                                            | | Dân chủ Cộng hòa                                                                                    | 1804           |            | Thomas Jefferson      |
| 4 | 1808                                                                                                | George Clinton (1739–1812)                                                                          | 4 tháng 3 năm 1805 – 20 tháng 4 năm 1812                                                            | | Dân chủ Cộng hòa                                                                                    | James Madison  |            |                       |
| Chức vụ bỏ trống 20 tháng 4 năm 1812 – 4 tháng 3 năm 1813 (George Clinton mất khi đang giữ chức)       | 1808                                                                                                | | | | | James Madison  |            |                       |
| 5 | | Elbridge Gerry (1744–1814)                                                                          | 4 tháng 3 năm 1813 – 23 tháng 11 năm 1814                                                           | | Dân chủ Cộng hòa                                                                                    | James Madison  | 1812       |                       |
| Chức vụ bỏ trống 23 tháng 11 năm 1814 – 4 tháng 3 năm 1817 (Elbridge Gerry mất khi đang giữ chức)      | | | | | | James Madison  | 1812       |                       |
| 6 | | Daniel D. Tompkins (1774–1825)                                                                      | 4 tháng 3 năm 1817 – 4 tháng 3 năm 1825                                                             | | Dân chủ Cộng hòa                                                                                    | 1816           |            | James Monroe          |
| 6 | 1820                                                                                                | Daniel D. Tompkins (1774–1825)                                                                      | 4 tháng 3 năm 1817 – 4 tháng 3 năm 1825                                                             | | Dân chủ Cộng hòa                                                                                    |                |            | James Monroe          |
| 7 | | John C. Calhoun (1782–1850)                                                                         | 4 tháng 3 năm 1825 – 28 tháng 12 năm 1832                                                           | | Dân chủ Cộng hòa                                                                                    | 1824           |            | John Q. Adams         |
| 7 | 1828                                                                                                | John C. Calhoun (1782–1850)                                                                         | 4 tháng 3 năm 1825 – 28 tháng 12 năm 1832                                                           | | Dân chủ Cộng hòa                                                                                    | Andrew Jackson |            |                       |
| Chức vụ bỏ trống 28 tháng 12 năm 1832 – 4 tháng 3 năm 1833 (John C. Calhoun từ chức)                   | 1828                                                                                                | | | | | Andrew Jackson |            |                       |
| 8 | | Martin Van Buren (1782–1862)                                                                        | 4 tháng 3 năm 1833 – 4 tháng 3 năm 1837                                                             | | Dân chủ                                                                                             | Andrew Jackson | 1832       |                       |
| 9 | | Richard Mentor Johnson (1780–1850)                                                                  | 4 tháng 3 năm 1837 – 4 tháng 3 năm 1841                                                             | | Dân chủ                                                                                             | 1836           |            | Martin Van Buren      |
| 10 | | John Tyler (1790–1862)                                                                              | 4 tháng 3 năm 1841 – 4 tháng 4 năm 1841                                                             | | Whig                                                                                                | 1840           |            | William H. Harrison   |
| Chức vụ bỏ trống 4 tháng 4 năm 1841 – 4 tháng 3 năm 1845 (John Tyler kế nhiệm Tổng thống)              | Chức vụ bỏ trống 4 tháng 4 năm 1841 – 4 tháng 3 năm 1845 (John Tyler kế nhiệm Tổng thống)           | Chức vụ bỏ trống 4 tháng 4 năm 1841 – 4 tháng 3 năm 1845 (John Tyler kế nhiệm Tổng thống)           | Chức vụ bỏ trống 4 tháng 4 năm 1841 – 4 tháng 3 năm 1845 (John Tyler kế nhiệm Tổng thống)           | Chức vụ bỏ trống 4 tháng 4 năm 1841 – 4 tháng 3 năm 1845 (John Tyler kế nhiệm Tổng thống)           | Chức vụ bỏ trống 4 tháng 4 năm 1841 – 4 tháng 3 năm 1845 (John Tyler kế nhiệm Tổng thống)           | 1840           |            | John Tyler            |
| 11 | | George M. Dallas (1792–1864)                                                                        | 4 tháng 3 năm 1845 – 4 tháng 3 năm 1849                                                             | | Dân chủ                                                                                             | 1844           |            | James K. Polk         |
| 12 | | Millard Fillmore (1800–1874)                                                                        | 4 tháng 3 năm 1849 – 9 tháng 7 năm 1850                                                             | | Whig                                                                                                | 1848           |            | Zachary Taylor        |
| Chức vụ bỏ trống 9 tháng 7 năm 1850 – 4 tháng 3 năm 1853 (Millard Fillmore kế nhiệm Tổng thống)        | Chức vụ bỏ trống 9 tháng 7 năm 1850 – 4 tháng 3 năm 1853 (Millard Fillmore kế nhiệm Tổng thống)     | Chức vụ bỏ trống 9 tháng 7 năm 1850 – 4 tháng 3 năm 1853 (Millard Fillmore kế nhiệm Tổng thống)     | Chức vụ bỏ trống 9 tháng 7 năm 1850 – 4 tháng 3 năm 1853 (Millard Fillmore kế nhiệm Tổng thống)     | Chức vụ bỏ trống 9 tháng 7 năm 1850 – 4 tháng 3 năm 1853 (Millard Fillmore kế nhiệm Tổng thống)     | Chức vụ bỏ trống 9 tháng 7 năm 1850 – 4 tháng 3 năm 1853 (Millard Fillmore kế nhiệm Tổng thống)     | 1848           |            | Millard Fillmore      |
| 13 | | William R. King (1786–1853)                                                                         | 4 tháng 3 năm 1853 – 18 tháng 4 năm 1853                                                            | | Dân chủ                                                                                             | 1852           |            | Franklin Pierce       |
| Chức vụ bỏ trống 18 tháng 4 năm 1853 – 4 tháng 3 năm 1857 (William R. King mất khi đang giữ chức)      | | | | | | 1852           |            | Franklin Pierce       |
| 14 | | John C. Breckinridge (1821–1875)                                                                    | 4 tháng 3 năm 1857 – 4 tháng 3 năm 1861                                                             | | Dân chủ                                                                                             | 1856           |            | James Buchanan        |
| 15 | | Hannibal Hamlin (1809–1891)                                                                         | 4 tháng 3 năm 1861 – 4 tháng 3 năm 1865                                                             | | Cộng hòa                                                                                            | 1860           |            | Abraham Lincoln       |
| 16 | | Andrew Johnson (1808–1875)                                                                          | 4 tháng 3 năm 1865 – 15 tháng 4 năm 1865                                                            | | Liên hiệp Quốc gia                                                                                  | 1864           |            | Abraham Lincoln       |
| Chức vụ bỏ trống 15 tháng 4 năm 1865 – 4 tháng 3 năm 1869 (Andrew Johnson kế nhiệm Tổng thống)         | Chức vụ bỏ trống 15 tháng 4 năm 1865 – 4 tháng 3 năm 1869 (Andrew Johnson kế nhiệm Tổng thống)      | Chức vụ bỏ trống 15 tháng 4 năm 1865 – 4 tháng 3 năm 1869 (Andrew Johnson kế nhiệm Tổng thống)      | Chức vụ bỏ trống 15 tháng 4 năm 1865 – 4 tháng 3 năm 1869 (Andrew Johnson kế nhiệm Tổng thống)      | Chức vụ bỏ trống 15 tháng 4 năm 1865 – 4 tháng 3 năm 1869 (Andrew Johnson kế nhiệm Tổng thống)      | Chức vụ bỏ trống 15 tháng 4 năm 1865 – 4 tháng 3 năm 1869 (Andrew Johnson kế nhiệm Tổng thống)      | 1864           |            | Andrew Johnson        |
| 17 | | Schuyler Colfax (1823–1885)                                                                         | 4 tháng 3 năm 1869 – 4 tháng 3 năm 1873                                                             | | Cộng hòa                                                                                            | 1868           |            | Ulysses S. Grant      |
| 18 | | Henry Wilson (1812–1875)                                                                            | 4 tháng 3 năm 1873 – 22 tháng 11 năm 1875                                                           | | Cộng hòa                                                                                            | 1872           |            | Ulysses S. Grant      |
| Chức vụ bỏ trống 22 tháng 11 năm 1875 – 4 tháng 3 năm 1877 (Henry Wilson mất khi đang giữ chức)        | | | | | | 1872           |            | Ulysses S. Grant      |
| 19 | | William A. Wheeler (1819–1887)                                                                      | 4 tháng 3 năm 1877 – 4 tháng 3 năm 1881                                                             | | Cộng hòa                                                                                            | 1876           |            | Rutherford B. Hayes   |
| 20 | | Chester A. Arthur (1829–1886)                                                                       | 4 tháng 3 năm 1881 – 19 tháng 9 năm 1881                                                            | | Cộng hòa                                                                                            | 1880           |            | James A. Garfield     |
| Chức vụ bỏ trống 19 tháng 9 năm 1881 – 4 tháng 3 năm 1885 (Chester A. Arthur kế nhiệm Tổng thống)      | Chức vụ bỏ trống 19 tháng 9 năm 1881 – 4 tháng 3 năm 1885 (Chester A. Arthur kế nhiệm Tổng thống)   | Chức vụ bỏ trống 19 tháng 9 năm 1881 – 4 tháng 3 năm 1885 (Chester A. Arthur kế nhiệm Tổng thống)   | Chức vụ bỏ trống 19 tháng 9 năm 1881 – 4 tháng 3 năm 1885 (Chester A. Arthur kế nhiệm Tổng thống)   | Chức vụ bỏ trống 19 tháng 9 năm 1881 – 4 tháng 3 năm 1885 (Chester A. Arthur kế nhiệm Tổng thống)   | Chức vụ bỏ trống 19 tháng 9 năm 1881 – 4 tháng 3 năm 1885 (Chester A. Arthur kế nhiệm Tổng thống)   | 1880           |            | Chester A. Arthur     |
| 21 | | Thomas A. Hendricks (1819–1885)                                                                     | 4 tháng 3 năm 1885 – 25 tháng 11 năm 1885                                                           | | Dân chủ                                                                                             | 1884           |            | Grover Cleveland      |
| Chức vụ bỏ trống 25 tháng 11 năm 1885 – 4 tháng 3 năm 1889 (Thomas A. Hendricks mất khi đang giữ chức) | | | | | | 1884           |            | Grover Cleveland      |
| 22 | | Levi P. Morton (1824–1920)                                                                          | 4 tháng 3 năm 1889 – 4 tháng 3 năm 1893                                                             | | Cộng hòa                                                                                            | 1888           |            | Benjamin Harrison     |
| 23 | | Adlai Stevenson I (1835–1914)                                                                       | 4 tháng 3 năm 1893 – 4 tháng 3 năm 1897                                                             | | Dân chủ                                                                                             | 1892           |            | Grover Cleveland      |
| 24 | | Garret Hobart (1844–1899)                                                                           | 4 tháng 3 năm 1897 – 21 tháng 11 năm 1899                                                           | | Cộng hòa                                                                                            | 1896           |            | William McKinley      |
| Chức vụ bỏ trống 21 tháng 11 năm 1899 – 4 tháng 3 năm 1901 (Garret Hobart mất khi đang giữ chức)       | | | | | | 1896           |            | William McKinley      |
| 25 | | Theodore Roosevelt (1858–1919)                                                                      | 4 tháng 3 năm 1901 – 14 tháng 9 năm 1901                                                            | | Cộng hòa                                                                                            | 1900           |            | William McKinley      |
| Chức vụ bỏ trống 14 tháng 9 năm 1901 – 4 tháng 3 năm 1905 (Theodore Roosevelt kế nhiệm Tổng thống)     | Chức vụ bỏ trống 14 tháng 9 năm 1901 – 4 tháng 3 năm 1905 (Theodore Roosevelt kế nhiệm Tổng thống)  | Chức vụ bỏ trống 14 tháng 9 năm 1901 – 4 tháng 3 năm 1905 (Theodore Roosevelt kế nhiệm Tổng thống)  | Chức vụ bỏ trống 14 tháng 9 năm 1901 – 4 tháng 3 năm 1905 (Theodore Roosevelt kế nhiệm Tổng thống)  | Chức vụ bỏ trống 14 tháng 9 năm 1901 – 4 tháng 3 năm 1905 (Theodore Roosevelt kế nhiệm Tổng thống)  | Chức vụ bỏ trống 14 tháng 9 năm 1901 – 4 tháng 3 năm 1905 (Theodore Roosevelt kế nhiệm Tổng thống)  | 1900           |            | Theodore Roosevelt    |
| 26 | | Charles W. Fairbanks (1852–1918)                                                                    | 4 tháng 3 năm 1905 – 4 tháng 3 năm 1909                                                             | | Cộng hòa                                                                                            | 1904           |            | Theodore Roosevelt    |
| 27 | | James S. Sherman (1855–1912)                                                                        | 4 tháng 3 năm 1909 – 30 tháng 10 năm 1912                                                           | | Cộng hòa                                                                                            | 1908           |            | William H. Taft       |
| Chức vụ bỏ trống 30 tháng 10 năm 1912 – 4 tháng 3 năm 1913 (James S. Sherman mất khi đang giữ chức)    | | | | | | 1908           |            | William H. Taft       |
| 28 | | Thomas R. Marshall (1854–1925)                                                                      | 4 tháng 3 năm 1913 – 4 tháng 3 năm 1921                                                             | | Dân chủ                                                                                             | 1912           |            | Woodrow Wilson        |
| 28 | 1916                                                                                                | Thomas R. Marshall (1854–1925)                                                                      | 4 tháng 3 năm 1913 – 4 tháng 3 năm 1921                                                             | | Dân chủ                                                                                             |                |            | Woodrow Wilson        |
| 29 | | Calvin Coolidge (1872–1933)                                                                         | 4 tháng 3 năm 1921 – 2 tháng 8 năm 1923                                                             | | Cộng hòa                                                                                            | 1920           |            | Warren G. Harding     |
| Chức vụ bỏ trống 2 tháng 8 năm 1923 – 4 tháng 3 năm 1925 (Calvin Coolidge kế nhiệm Tổng thống)         | Chức vụ bỏ trống 2 tháng 8 năm 1923 – 4 tháng 3 năm 1925 (Calvin Coolidge kế nhiệm Tổng thống)      | Chức vụ bỏ trống 2 tháng 8 năm 1923 – 4 tháng 3 năm 1925 (Calvin Coolidge kế nhiệm Tổng thống)      | Chức vụ bỏ trống 2 tháng 8 năm 1923 – 4 tháng 3 năm 1925 (Calvin Coolidge kế nhiệm Tổng thống)      | Chức vụ bỏ trống 2 tháng 8 năm 1923 – 4 tháng 3 năm 1925 (Calvin Coolidge kế nhiệm Tổng thống)      | Chức vụ bỏ trống 2 tháng 8 năm 1923 – 4 tháng 3 năm 1925 (Calvin Coolidge kế nhiệm Tổng thống)      | 1920           |            | Calvin Coolidge       |
| 30 | | Charles G. Dawes (1865–1951)                                                                        | 4 tháng 3 năm 1925 – 4 tháng 3 năm 1929                                                             | | Cộng hòa                                                                                            | 1924           |            | Calvin Coolidge       |
| 31 | | Charles Curtis (1860–1936)                                                                          | 4 tháng 3 năm 1929 – 4 tháng 3 năm 1933                                                             | | Cộng hòa                                                                                            | 1928           |            | Herbert Hoover        |
| 32 | | John Nance Garner (1868–1967)                                                                       | 4 tháng 3 năm 1933 – 20 tháng 1 năm 1941                                                            | | Dân chủ                                                                                             | 1932           |            | Franklin D. Roosevelt |
| 32 | 1936                                                                                                | John Nance Garner (1868–1967)                                                                       | 4 tháng 3 năm 1933 – 20 tháng 1 năm 1941                                                            | | Dân chủ                                                                                             |                |            | Franklin D. Roosevelt |
| 33 | | Henry A. Wallace (1888–1965)                                                                        | 20 tháng 1 năm 1941 – 20 tháng 1 năm 1945                                                           | | Dân chủ                                                                                             | 1940           |            | Franklin D. Roosevelt |
| 34 | | Harry S. Truman (1884–1972)                                                                         | 20 tháng 1 năm 1945 – 12 tháng 4 năm 1945                                                           | | Dân chủ                                                                                             | 1944           |            | Franklin D. Roosevelt |
| Chức vụ bỏ trống 12 tháng 4 năm 1945 – 20 tháng 1 năm 1949 (Harry S. Truman kế nhiệm Tổng thống)       | Chức vụ bỏ trống 12 tháng 4 năm 1945 – 20 tháng 1 năm 1949 (Harry S. Truman kế nhiệm Tổng thống)    | Chức vụ bỏ trống 12 tháng 4 năm 1945 – 20 tháng 1 năm 1949 (Harry S. Truman kế nhiệm Tổng thống)    | Chức vụ bỏ trống 12 tháng 4 năm 1945 – 20 tháng 1 năm 1949 (Harry S. Truman kế nhiệm Tổng thống)    | Chức vụ bỏ trống 12 tháng 4 năm 1945 – 20 tháng 1 năm 1949 (Harry S. Truman kế nhiệm Tổng thống)    | Chức vụ bỏ trống 12 tháng 4 năm 1945 – 20 tháng 1 năm 1949 (Harry S. Truman kế nhiệm Tổng thống)    | 1944           |            | Harry S. Truman       |
| 35 | | Alben W. Barkley (1877–1956)                                                                        | 20 tháng 1 năm 1949 – 20 tháng 1 năm 1953                                                           | | Dân chủ                                                                                             | 1948           |            | Harry S. Truman       |
| 36 | | Richard Nixon (1913–1994)                                                                           | 20 tháng 1 năm 1953 – 20 tháng 1 năm 1961                                                           | | Cộng hòa                                                                                            | 1952           |            | Dwight D. Eisenhower  |
| 36 | 1956                                                                                                | Richard Nixon (1913–1994)                                                                           | 20 tháng 1 năm 1953 – 20 tháng 1 năm 1961                                                           | | Cộng hòa                                                                                            |                |            | Dwight D. Eisenhower  |
| 37 | | Lyndon B. Johnson (1908–1973)                                                                       | 20 tháng 1 năm 1961 – 22 tháng 11 năm 1963                                                          | | Dân chủ                                                                                             | 1960           |            | John F. Kennedy       |
| Chức vụ bỏ trống 22 tháng 11 năm 1963 – 20 tháng 1 năm 1965 (Lyndon B. Johnson kế nhiệm Tổng thống)    | Chức vụ bỏ trống 22 tháng 11 năm 1963 – 20 tháng 1 năm 1965 (Lyndon B. Johnson kế nhiệm Tổng thống) | Chức vụ bỏ trống 22 tháng 11 năm 1963 – 20 tháng 1 năm 1965 (Lyndon B. Johnson kế nhiệm Tổng thống) | Chức vụ bỏ trống 22 tháng 11 năm 1963 – 20 tháng 1 năm 1965 (Lyndon B. Johnson kế nhiệm Tổng thống) | Chức vụ bỏ trống 22 tháng 11 năm 1963 – 20 tháng 1 năm 1965 (Lyndon B. Johnson kế nhiệm Tổng thống) | Chức vụ bỏ trống 22 tháng 11 năm 1963 – 20 tháng 1 năm 1965 (Lyndon B. Johnson kế nhiệm Tổng thống) | 1960           |            | Lyndon B. Johnson     |
| 38 | | Hubert Humphrey (1911–1978)                                                                         | 20 tháng 1 năm 1965 – 20 tháng 1 năm 1969                                                           | | Dân chủ                                                                                             | 1964           |            | Lyndon B. Johnson     |
| 39 | | Spiro Agnew (1918–1996)                                                                             | 20 tháng 1 năm 1969 – 10 tháng 10 năm 1973                                                          | | Cộng hòa                                                                                            | 1968           |            | Richard Nixon         |
| 39 | 1972                                                                                                | Spiro Agnew (1918–1996)                                                                             | 20 tháng 1 năm 1969 – 10 tháng 10 năm 1973                                                          | | Cộng hòa                                                                                            |                |            | Richard Nixon         |
| Chức vụ bỏ trống 10 tháng 10 năm 1973 – 6 tháng 12 năm 1973 (Spiro Agnew từ chức)                      | | | | | |                |            | Richard Nixon         |
| 40 | | Gerald Ford (1913–2006)                                                                             | 6 tháng 12 năm 1973 – 9 tháng 8 năm 1974                                                            | | Cộng hòa                                                                                            | –              |            | Richard Nixon         |
| Chức vụ bỏ trống 9 tháng 8 năm 1974 – 19 tháng 12 năm 1974 (Gerald Ford kế nhiệm Tổng thống)           | Chức vụ bỏ trống 9 tháng 8 năm 1974 – 19 tháng 12 năm 1974 (Gerald Ford kế nhiệm Tổng thống)        | Chức vụ bỏ trống 9 tháng 8 năm 1974 – 19 tháng 12 năm 1974 (Gerald Ford kế nhiệm Tổng thống)        | Chức vụ bỏ trống 9 tháng 8 năm 1974 – 19 tháng 12 năm 1974 (Gerald Ford kế nhiệm Tổng thống)        | Chức vụ bỏ trống 9 tháng 8 năm 1974 – 19 tháng 12 năm 1974 (Gerald Ford kế nhiệm Tổng thống)        | Chức vụ bỏ trống 9 tháng 8 năm 1974 – 19 tháng 12 năm 1974 (Gerald Ford kế nhiệm Tổng thống)        | –              |            | Gerald Ford           |
| 41 | | Nelson Rockefeller (1908–1979)                                                                      | 19 tháng 12 năm 1974 – 20 tháng 1 năm 1977                                                          | | Cộng hòa                                                                                            | –              |            | Gerald Ford           |
| 42 | | Walter Mondale (1928–2021)                                                                          | 20 tháng 1 năm 1977 – 20 tháng 1 năm 1981                                                           | | Dân chủ                                                                                             | 1976           |            | Jimmy Carter          |
| 43 | | George H. W. Bush (1924–2018)                                                                       | 20 tháng 1 năm 1981 – 20 tháng 1 năm 1989                                                           | | Cộng hòa                                                                                            | 1980           |            | Ronald Reagan         |
| 43 | 1984                                                                                                | George H. W. Bush (1924–2018)                                                                       | 20 tháng 1 năm 1981 – 20 tháng 1 năm 1989                                                           | | Cộng hòa                                                                                            |                |            | Ronald Reagan         |
| 44 | | Dan Quayle (sinh 1947)                                                                              | 20 tháng 1 năm 1989 – 20 tháng 1 năm 1993                                                           | | Cộng hòa                                                                                            | 1988           |            | George H. W. Bush     |
| 45 | | Al Gore (sinh 1948)                                                                                 | 20 tháng 1 năm 1993 – 20 tháng 1 năm 2001                                                           | | Dân chủ                                                                                             | 1992           |            | Bill Clinton          |
| 45 | 1996                                                                                                | Al Gore (sinh 1948)                                                                                 | 20 tháng 1 năm 1993 – 20 tháng 1 năm 2001                                                           | | Dân chủ                                                                                             |                |            | Bill Clinton          |
| 46 | | Dick Cheney (sinh 1941)                                                                             | 20 tháng 1 năm 2001 – 20 tháng 1 năm 2009                                                           | | Cộng hòa                                                                                            | 2000           |            | George W. Bush        |
| 46 | 2004                                                                                                | Dick Cheney (sinh 1941)                                                                             | 20 tháng 1 năm 2001 – 20 tháng 1 năm 2009                                                           | | Cộng hòa                                                                                            |                |            | George W. Bush        |
| 47 | | Joe Biden (sinh 1942)                                                                               | 20 tháng 1 năm 2009 – 20 tháng 1 năm 2017                                                           | | Dân chủ                                                                                             | 2008           |            | Barack Obama          |
| 47 | 2012                                                                                                | Joe Biden (sinh 1942)                                                                               | 20 tháng 1 năm 2009 – 20 tháng 1 năm 2017                                                           | | Dân chủ                                                                                             |                |            | Barack Obama          |
| 48 | | Mike Pence (sinh 1959)                                                                              | 20 tháng 1 năm 2017 – 20 tháng 1 năm 2021                                                           | | Cộng hòa                                                                                            | 2016           |            | Donald Trump          |
| 49 | | Kamala Harris (sinh 1964)                                                                           | 20 tháng 1 năm 2021 – 20 tháng 1 năm 2025                                                           | | Dân chủ                                                                                             | 2020           |            | Joe Biden             |
| 50 | | JD Vance (sinh 1984)                                                                                | 20 tháng 1 năm 2025 – Đương nhiệm                                                                   | | Cộng hoà                                                                                            | 2024           |            | Donald Trump          |

## Các cựu Phó Tổng thống hiện còn sống
Tính đến 1 tháng 8 năm 2025, có 6 cựu Phó Tổng thống còn sống. Cựu Phó Tổng thống còn sống cao tuổi nhất là Dick Cheney và trẻ tuổi nhất là Kamala Harris và cựu Phó Tổng thống qua đời gần đây nhất là Walter Mondale vào ngày 19 tháng 4 năm 2021 ở tuổi 93. Dưới đây là danh sách các cựu Phó Tổng thống còn sống được xếp theo thứ tự nhiệm kỳ:
| Phó Tổng thống | Hình ảnh | Nhiệm kỳ  | Tuổi              | Phục vụ dưới thời Tổng thống |
| -------------- | -------- | --------- | ----------------- | ---------------------------- |
| Dan Quayle     |          | 1989–1993 | 4 tháng 2, 1947   | George H. W. Bush            |
| Al Gore        |          | 1993–2001 | 31 tháng 3, 1948  | Bill Clinton                 |
| Dick Cheney    |          | 2001–2009 | 30 tháng 1, 1941  | George W. Bush               |
| Joe Biden      |          | 2009–2017 | 20 tháng 11, 1942 | Barack Obama                 |
| Mike Pence     |          | 2017–2021 | 7 tháng 6, 1959   | Donald Trump                 |
| Kamala Harris  |          | 2021–2025 | 20 tháng 10, 1964 | Joe Biden                    |